# Abanillas
Abanillas es una localidad del municipio de Val de San Vicente (Cantabria, España). En el año 2019 contaba con una población de 68 habitantes (INE). La localidad se encuentra a 180 metros de altitud sobre el nivel del mar, y a 5 kilómetros de la capital municipal, Pesués. Las poblaciones más cercanas son Luey, Portillo, Estrada y Serdio.
La carretera CA-843 bordea por el sur el núcleo de población. y carece de líneas de transporte público regular.